# Dinorhax rostrumpsittaci
Sous-famille
Genre
Espèce
Synonymes
- Rhax rostrumpsittaci Simon, 1877

Dinorhax rostrumpsittaci, unique représentant du genre Dinorhax et de la sous-famille des Dinorhaxinae, est une espèce de solifuges de la famille des Melanoblossiidae.

## Distribution
Cette espèce se rencontre en Indonésie et au Viêt Nam.

## Description
Le mâle décrit par Roewer en 1933 mesure 30 mm.

## Publications originales
- Simon, 1877 : Arachnides nouveaux ou peu connus. Annales de la Société Entomologique de France, sér. 5, vol. 7, p. 225–242 (texte intégral).
- Simon, 1879 : Essai d'une classification des Galéodes, remarques synonymiques et description d'espèces nouvelles ou mal connues. Annales de la Société Entomologique de France, sér. 5, vol. 9, p. 93–154 (texte intégral).
- Roewer, 1933 : Solifuga, Palpigrada. Dr. H.G. Bronn's Klassen und Ordnungen des Thier-Reichs, wissenschaftlich dargestellt in Wort und Bild. Akademische Verlagsgesellschaft M. B. H., Leipzig. Fünfter Band: Arthropoda; IV. Abeitlung: Arachnoidea und kleinere ihnen nahegestellte Arthropodengruppen, vol. 2/3, p. 161–480 (texte intégral).